# Тімчік Ірина
Іри́на Ті́мчіч (1910 — ?) — румунська спортсменка. Учасниця Олімпійських ігор-1936.

## З життєпису
Народилась 1910 року в місті Чернівці. На Чемпіонаті Європи 1934 року посіла 7 місце (з Альфредом Айзенбайсером-Феррару).
Зимові Олімпійські ігри 1936 — вона та Альфред Айзенбайссер зайняли 13-те місце серед пар у змаганнях із фігурного катання.